# Зверинец (Ярославская область)
Звери́нец — село в Ростовском районе Ярославской области России. Входит в состав сельского поселения Ишня.
Расположено в 186 км от Москвы, 64 км от Ярославля, 10 км от Ростова, 4 км от федеральной автотрассы М8 «Холмогоры» (в частности от европейского маршрута E 115), в 6 км от ближайшей железнодорожной станции Деболовская и в 13 км от ближайшей крупной железнодорожной станции Ростов-Ярославский.
Население села на 1 января 2010 г. составляет 5 чел.

## История
В конце XIX века считалось казённым селом. В 1859 году насчитывалось 78 дворов, 475 жителей (201 мужчина и 274 женщины) и одна православная церковь. В 1885 году насчитывалось 65 дворов, 200 ревизских душ при 219 наделах. В 1898—1901 гг. по разным оценкам в селе располагалось от 67 до 71 двора, а также 2 кельи. Имелась пятиглавая каменная церковь в связи с колокольнею во имя Живоначальной Троицы и Великомученика Евстафия. Построена в 1802 году чаяниями прихожан. До неё на этом же месте существовал деревянный храм. В приходе было 4 селения (деревня Казарка и др.). Располагалось на прудах.

### Советское время

#### Период 1918—1923 гг.
Зверинцевский волостной Совет рабочих, крестьянских и красноармейских депутатов был создан в начале 1918 года (д. Казарка Ростовского уезда Ярославской губернии).
В период между заседаниями (съездами) Совета высшим органом исполнительной власти в волости являлся исполнительный комитет (ВИК), избиравшийся на заседаниях Совета сроком на один год. В своей работе ВИК подчинялся исполнительному комитету Ростовского уездного Совета рабочих, крестьянских и красноармейских депутатов и был подотчётен волостному Совету.
На основании постановления президиума ВЦИК от 14 ноября 1923 года Зверинцевская волость ликвидируется и входит в состав Приозёрной и Петровской волостей, вместе с этим и ликвидируется Зверинцевский волостной Совет рабочих, крестьянских и красноармейских депутатов и его исполнительный комитет.

#### Период 1931—1950 гг.
23 апреля 1931 года в селе Зверинец был организован колхоз им. 518 предприятий. Главная отрасль колхоза — полеводство. С 1932 года колхоз обслуживался Ростовской МТС. В колхозе сеялась рожь, овёс, озимая пшеница, горох, цикорий. По состоянию на 1932 год в колхозе имелись свиноводческая ферма, кузница.
По состоянию на 1934 год в колхозе открывается детская площадка, строится хранилище под картофель, расширяется свиноферма.
В 1934 году в колхозе было 4 полеводческих и одна животноводческая бригада.
До марта 1936 года колхоз деревни Зверинец относился к Кустерскому сельсовету Ростовского района Ивановской промышленной области, а с марта 1936 года — к Ярославской области.
12 марта 1936 года колхоз им.518 предприятий деревни Зверинец и колхоз «Заветы Ильича» деревни Казарка Кустерского сельсовета сливаются в один колхоз — колхоз им. Кагановича (протокол общего собрания колхозников № 5 от 12 марта 1936 г.)
В ноябре 1940 года колхоз им. Кагановича укрупняется с колхозом им. Стаханова деревни Кустерь, название колхоза — им. Кагановича (протокол № 38 общего собрания членов колхоза от 22 ноября 1940 года).
В январе 1947 года колхоз им. Кагановича разукрупняется на 2 колхоза: колхоз им. Кагановича деревни Зверинец и им. Жданова деревень Кустерь и Казарка.
В июне 1950 года решением Ростовского райисполкома колхоз им. Кагановича, им. Жданова Кустерского сельсовета и «Красный путиловец» Шурскольского сельсовета объединяются в один колхоз им. Жданова.

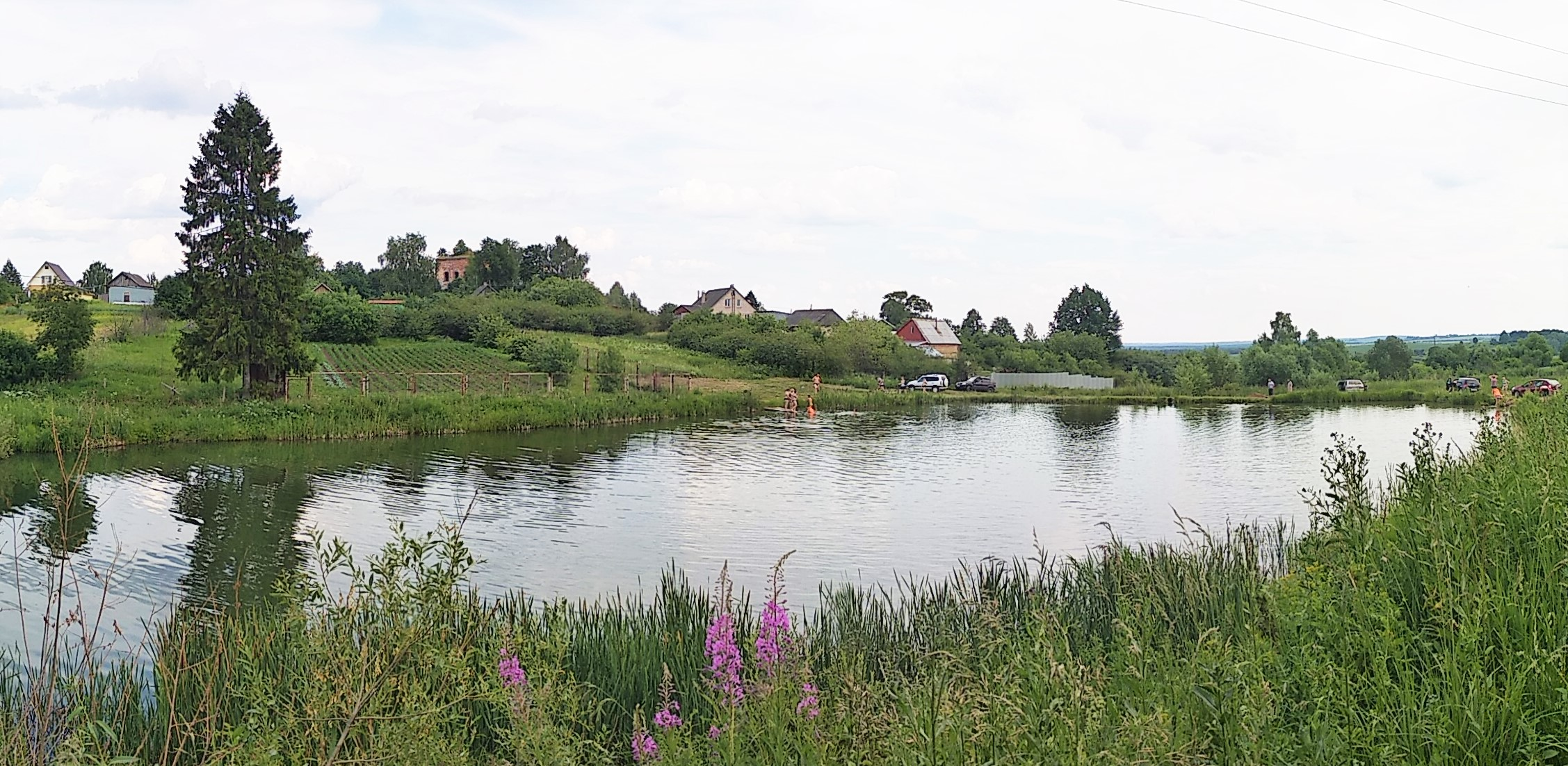
Панорама села Зверинец с дороги.

## Будущее
В 2010 году губернатор Ярославской области Сергей Вахруков подтвердил намерение министерства транспорта РФ построить в том числе через территорию Ярославской области трассу-дублёр автотрассы М8, проходящую в непосредственной близости от Зверинца. Существование проекта трассы-дублёра, а также его предполагаемое месторасположение подтверждает генеральный план сельского поселения Ишня от 2012 года. Согласно генеральному плану, трасса будет проходить в 400 метрах от восточной границы Зверинца. По состоянию на июнь 2018 года строительство участка трассы, находящегося на территории Ярославской области, не началось. Точная или приблизительная дата начала строительства неизвестна.

## Климат

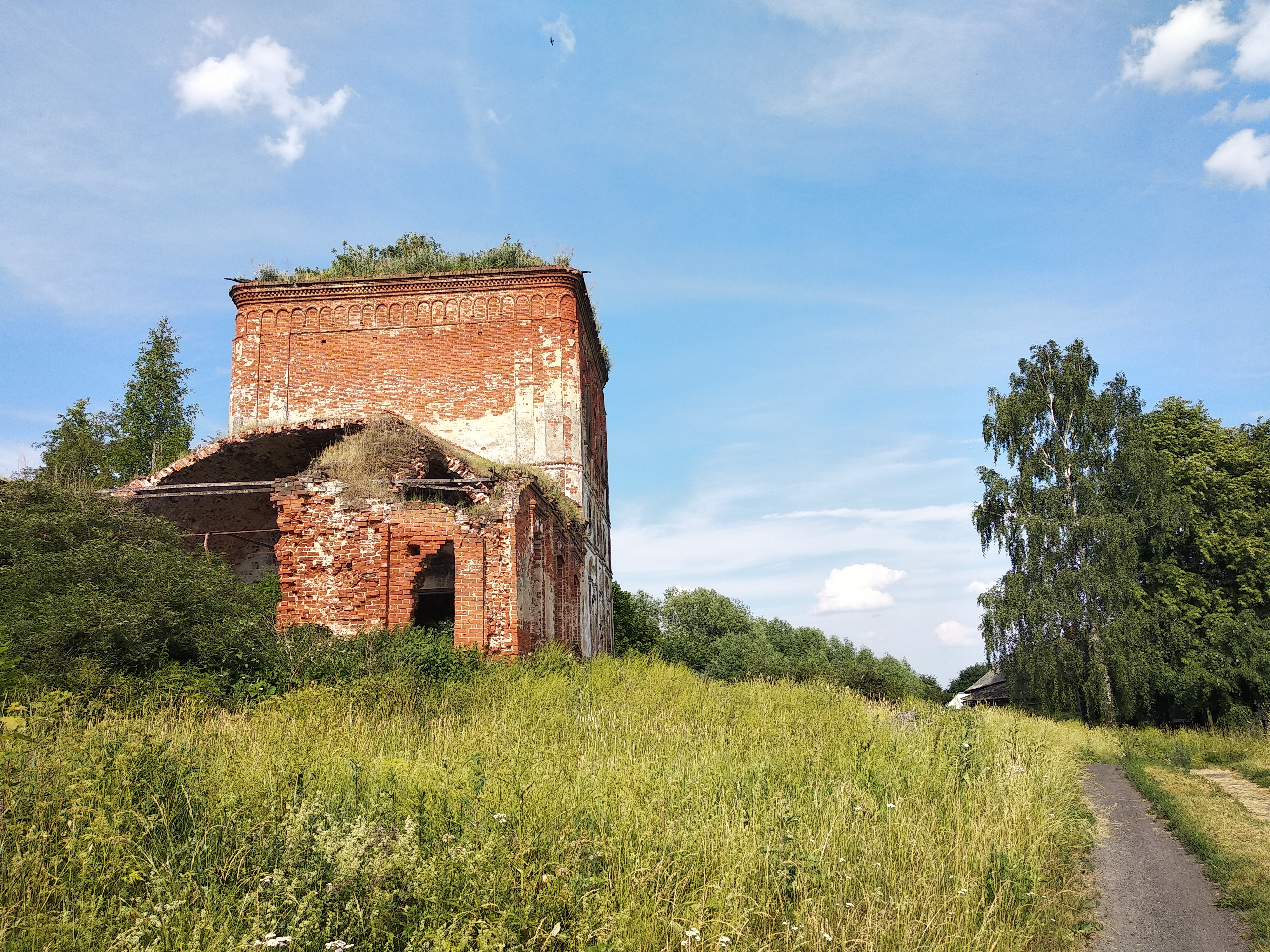
Вид на храм во имя Троицы Живоначальной с дороги (фото июнь 2019 г.)

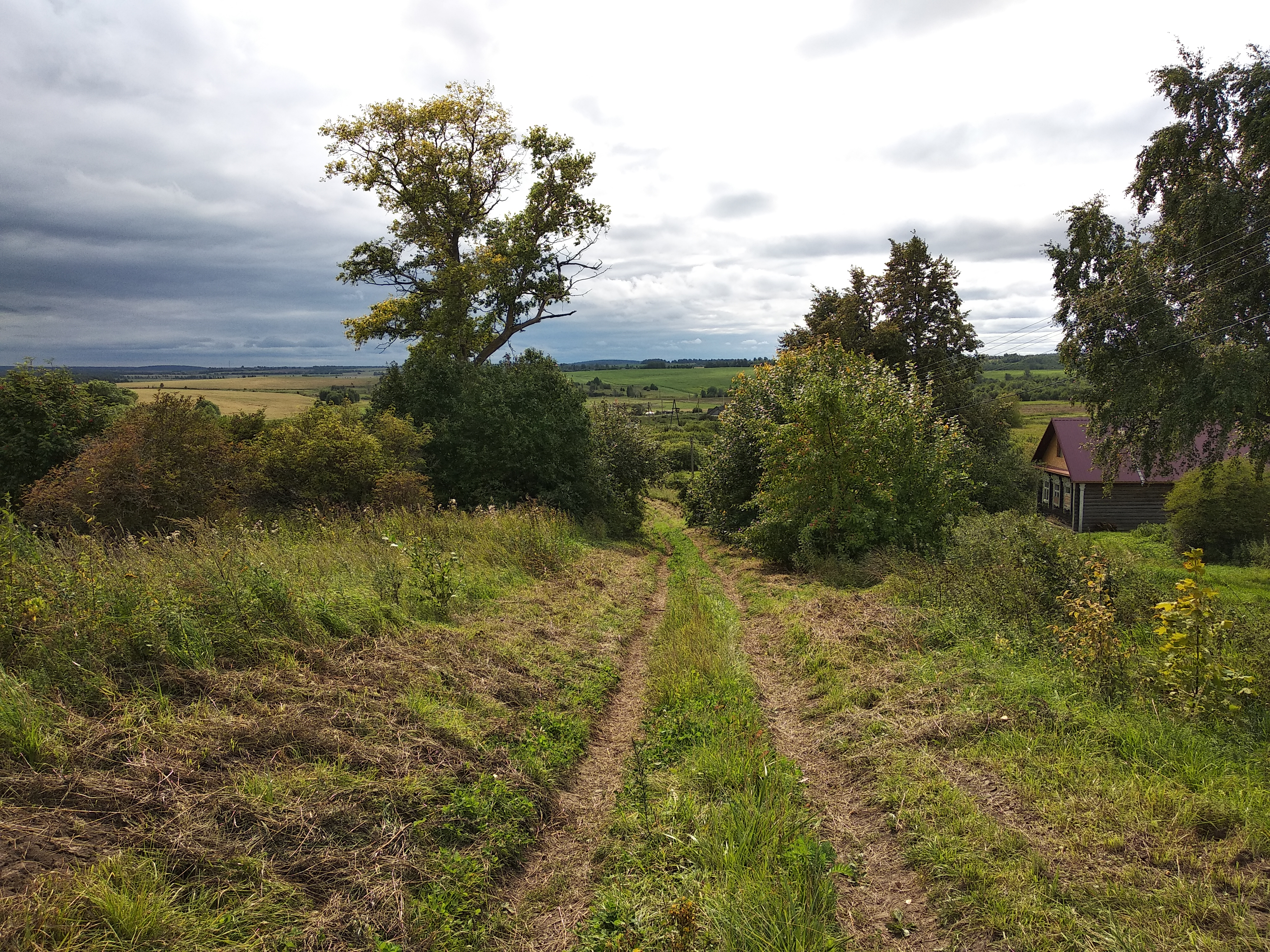
Зверинец, вид на сельхозполя и дорогу от церкви вниз

Климат умеренно континентальный с умеренно тёплым и влажным летом и умеренно холодной зимой. Среднегодовая многолетняя температура +3,4 °С, средняя многолетняя температура зимы (январь) — −11,1 °С; лета (июль) — +17,3 °С. Среднегодовая амплитуда температур довольно велика, с абсолютным максимумом +36 °С и абсолютным минимумом −46 °С. В среднем на территории выпадает 500—600 мм осадков в год, причём максимум приходится на летний период. Количество осадков превышает испарения, поэтому коэффициент увлажнения составляет 1,2-1,3. Толщина снежного покрова составляет от 30 до 70 см. Скорости ветров небольшие, в среднем 3,5-5,0 м/с, иногда сильные — 10-15 м/с, очень редки штормовые ветры — более 15 м/с. В целом климат благоприятен для развития сельского хозяйства и рекреации.

## Население
| 1859 | 2007 | 2010 |
| ---- | ---- | ---- |
| 475  | ↘15  | ↘5   |

## Зверинец в культуре

### Фильмы
- Хор (прим. 2023 г.) - сериал[8]. Премьера состоялась 13 апреля 2023 (Кино1ТВ, Кинопоиск, Иви, Okko), а также 16 сентября 2024 по Первому каналу. Съёмки во Зверинце проходили в 2017 году около дома номер 23.

## Известные уроженцы и жители
- Епископ Августин (в миру Михаил Степанович Сахаров, 18 [29] октября 1768, Зверинец, Московская губерния — 1 [13] января 1841, Троице-Сергиев Варницкий монастырь, Ростов, Ярославская губерния) - епископ Оренбургский и Уфимский (1806—1819); писатель. Родился в семье духовного сословия во Зверинце.
- Исаев, Михаил Александрович (16 сентября 1902 года, Зверинец — 22 сентября 1983 года, Москва) — советский военный деятель, Генерал-майор (3 июня 1944 года). Родился во Зверинце.
- Соломин Алексей Дмитриевич (1899 г. — октябрь 1943 г.[9]) — уроженец Зверинца, позже переехал с семьёй в расположенное неподалёку село Шурскол. Участник двух войн. В русско-японскую войну (1904—1905 гг.) защищал Порт-Артур (сейчас территория Китая), в русско-германскую во время Первой мировой войны воевал под Мелитополем (сейчас территория Украины)[10]. Полный кавалер ордена Святого Георгия, старший унтер-офицер[10][11][12]. Погиб в боях Великой Отечественной войны[9].